# Robert Godek
Robert Czesław Godek (ur. 13 sierpnia 1967 w Jaśle) – polski samorządowiec i nauczyciel, wieloletni starosta strzyżowski (1998–2005, 2006–2018, od 2024), w latach 2005–2006 wicewojewoda podkarpacki.

## Życiorys
W 1991 ukończył studia polonistyczne na Wydziale Filologicznym Uniwersytetu Jagiellońskiego, kształcił się też w studium filozoficzno-etycznym w Wyższej Szkole Pedagogicznej w Rzeszowie. Od 1991 do 1998 pracował jako nauczyciel w zespole szkół. Został działaczem NSZZ „Solidarność”.
Zaangażował się w działalność polityczną: początkowo do 2002 w ramach Ruchu Społecznego Akcji Wyborczej Solidarność, a od 2005 – w Prawa i Sprawiedliwości. W 1997 wystartował do Sejmu. W 1998 i 2002 uzyskiwał mandat radnego powiatu strzyżowskiego, dwukrotnie wybierano go jego starostą. Pod koniec 2005 został powołany na stanowisko wicewojewody podkarpackiego, odpowiedzialnego m.in. za ochronę środowiska, rolnictwo i geodezję. W 2006 wybrano go do sejmiku podkarpackiego, jednak nie objął mandatu. Zdecydował się zrzec stanowiska wicewojewody i powrócił do fotela starosty. W 2010, 2014 i 2018 ponownie wybierano go do rady powiatu, był starostą IV i V kadencji (do 2018) i ponownie sprawuje to stanowisko w VII kadencji od 2024. Został wiceprezesem Związku Powiatów Polskich i członkiem Komitetu Regionów. W 2007 i 2019 bez powodzenia kandydował do Sejmu. W 2010 prezydent RP Lech Kaczyński powołał go na członka Narodowej Rady Rozwoju.
Żonaty z Beatą, ma pięcioro dzieci.

## Odznaczenia
Odznaczony Srebrnym Medalem „Za Zasługi dla Pożarnictwa” (2002), Złotym Krzyżem Zasługi (2009) i Krzyżem Kawalerskim Orderu Odrodzenia Polski (2014). W 2013 otrzymał Nagrodę im. Grzegorza Palki w dziedzinie działalności samorządowej w wymiarze ogólnokrajowym.